# Ягеман, Каролина
Каролина Я́геман фон Ге́йгендорф (нем. Henriette Karoline Friedericke Jagemann von Heygendorff; 25 января 1777, Веймар — 10 июля 1848, Дрезден, Германский союз) — немецкая трагическая актриса и певица на рубеже XVIII—XIX веков.

## Биография
Каролина Ягеман родилась в семье учёного и библиотекаря Христиана Йозефа Ягемана. Её брат Фердинанд стал художником. Обучалась актёрскому мастерству и пению в Мангейме у Августа Иффланда и Генриха Бека и дебютировала в роли Оберона в опере Пауля Враницкого в Национальном театре Мангейма, а в 1797 году получила должность певицы при веймарском дворе. В 1798 году гастролировала в Берлине, в 1800 году в Вене, а затем в Штутгарте, Франкфурте-на-Майне и Лейпциге.
Её любовник, герцог Карл Август Саксен-Веймар-Эйзенахский присвоил ей дворянский титул фрайфрау фон Гейгендорф и подарил ей одноимённое поместье. Их общему сыну Карлу был официально присвоен дворянский титул фон Гейгендорф.
Наиболее известными ролями Каролины Ягеман считаются Елизавета в «Марии Стюарт» (1800) и Беатрис в «Мессинской невесте» (1803). Она могла бы исполнить и заглавную роль в «Орлеанской деве», но этому воспротивился герцог, не желавший видеть свою возлюбленную на сцене в латах, и позаботился о том, чтобы драма Шиллера вышла с задержкой и другой, менее известной актрисой.
В 1809 году в актрису Ягеман, которая была старше его на 11 лет, влюбился молодой немецкий философ Артур Шопенгауэр. Единственный сохранившийся поэтический опыт Шопенгауэра — это любовное стихотворение к Каролине Ягеман.
В том же году Каролина Ягеман была назначена директором оперы, а затем после удавшихся интриг против Иоганна Вольфганга Гёте и его ухода из театра в 1817 году, возглавила придворный театр, став в 1824 году его главным директором. После смерти герцога Карла Августа в 1828 году Каролина покинула сцену и прожила последние годы жизни у сына в Дрездене, где и была похоронена.